# Skotte Jacobsson
Nils Anton Skotte Jacobsson, född 24 februari 1888 i Malmö Karoli församling, död 8 oktober 1964 i Malmö Sankt Pauli församling, var en svensk friidrottare (mångkamp). Han tävlade för klubben IFK Malmö och vann SM i tiokamp år 1910. 
Vid OS i Stockholm 1912 utgick han ur tiokampen efter fyra grenar. I tresteg kom han på sextonde plats och han blev oplacerad på 100 meter och 200 meter. Jacobsson är gravsatt i minneslunden på Östra kyrkogården i Malmö.

## Fotnoter
1. ↑  Sveriges Dödbok 1901–2009, DVD-ROM, Version 5.00, Sveriges Släktforskarförbund (2010).